# FIFTY FIFTY
FIFTY FIFTY（： Pipeutipipeuti）是韓國ATTRAKT於2022年推出的四人K-pop女子音樂團體，於2024年重組為五人團體，由原成員Keena及四名新成員Chanelle Moon、Yewon、Hana、Athena組成。團體於2022年11月18日以首張迷你專輯《The Fifty》正式出道。2023年憑藉主打單曲〈Cupid〉成為K-pop史上快速進入美國告示牌排行榜眾多團體的其中之一。

## 官方設定

### 團名
團名FIFTY FIFTY的意思是「50 vs 50」，其代表「50:50」的比率，也分別帶有「理想」與「現實」的含義。另一說法為，如果組合是「50」，他們希望粉絲們一起成為「50」，總和成為「100」，完美的總和。

### 歌迷名稱
2023年2月23日，官方公佈官方歌迷名稱為「HUNNlES」，由成員們閱讀粉絲意見後親自選出。其被選出粉絲原由為「FIFTY FIFTY涵義之一即把成員和歌迷合而為一，其中一半代表歌迷，一半代表成員們自己，合起來就是一百，為一個整體。」，因此，歌迷名稱取自「數字的一百"Hundred"（即為團名總和），加上"Honey"（常被用於親暱的稱呼），二字結合為歌迷名"HUNNlES"。」
2024年8月5日，官方公佈新官方歌迷名稱為「TWENY」，代表FIFTY FIFTY的50，在鏡子反射顛倒後是數字20，具有 FIFTY FIFTY和粉絲永遠面對面在一起的含義
。

## 成員資料
- 重組後不設隊長[註 2]

| 藝名          | 藝名                 | 本名                 | 出生日期 出生地                      | 國籍      | 隊內擔當           |
| 英文          | 韓文                 | 本名                 | 出生日期 出生地                      | 國籍      | 隊內擔當           |
| 現任成員      | 現任成員             | 現任成員             | 現任成員                             | 現任成員  | 現任成員           |
| ------------- | -------------------- | -------------------- | ------------------------------------ | --------- | ------------------ |
| Keena         |                      | ／ Song Yuni         | 2002年7月9日 南韓大田廣域市東區      | 南韓      | 中心、主饶舌、副唱 |
| Chanelle Moon |                      | Chanelle Moon Thomas | 2003年6月14日 美國加利福尼亞州洛杉矶 | 美國 南韓 | 主唱、副饶舌       |
| Chanelle Moon | ／                   |                      | 2003年6月14日 美國加利福尼亞州洛杉矶 | 美國 南韓 | 主唱、副饶舌       |
| Yewon         |                      | ／ Son Yewon         | 2005年3月18日 南韓首爾特別市麻浦區   | 南韓      | 领唱               |
| Hana          |                      | ／ Lim Haram         | 2006年9月5日 南韓首爾特別市恩平區    | 南韓      | 主唱               |
| Athena        |                      | Athena Yang          | 2007年3月15日 瑞典斯德哥尔摩         | 瑞典 南韓 | 领唱、老么         |
| Athena        | 楊子嫻Yang Tzu-hsien |                      | 2007年3月15日 瑞典斯德哥尔摩         | 瑞典 南韓 | 领唱、老么         |
| 已離開成員    |                      |                      |                                      |           |                    |
| Saena         | 새나                 | ／ Jeong Sehyun      | 2004年3月12日 南韓釜山廣域市         | 南韓      | 隊長、主舞、副饒舌 |
| Sio           | 시오                 | ／ Jeong Jiho        | 2004年10月6日 南韓全羅南道麗水市     | 南韓      | 主唱、领舞         |
| Aran          | 아란                 | ／ Jeong Eunah       | 2004年10月11日 南韓首爾特別市        | 南韓      | 領唱、领饶舌、老么 |

### 成员变迁
- 2025年5月，keena因健康問題，暫停活動兩個月。

### 韓國音樂著作權協會之登記編號
- 依照登記順序排序

| 成員  | 登記名稱    | 登記編號 | 曲目列表 |
| ----- | ----------- | -------- | -------- |
| HANA  | 임하람      | 10031565 | [ 16 ]   |
| KEENA | 키나(KEENA) | 10037509 | [ 17 ]   |

### 個人經歷
1期成員
- Keena：從小學開始學習舞蹈，曾於大田的GB Academy學院學習。2015年5月12歲小學六年級起，加入MMO娛樂練習，其後轉往ATTRAKT，練習期總共7年半。2019年10月23日，演唱《奔跑的調查官》OST Part.5《Take back my life》。[18]

- Saena：2018年9月，參加KBS選秀節目《Dancing High》。

- Sio：前P NATION練習生。

- Aran：最後加入的成員，練習期約兩年。

2期成員
- Chanelle Moon：2019年15歲時，曾出演JTBC《Stage K》。2021年18歲時至2023年，為樂華娛樂練習生。2023年19歲時，轉往BELIFT LAB練習半年後，2023年6月，出演JTBC選秀節目《R U Next?》，最終排名第11名。其後轉往ATTRAKT練習，和Yewon是同日入社。[19]

- Yewon：曾為Source Music、BELIFT LAB練習生，練習期大約一年。2023年6月18歲時，出演JTBC選秀節目《R U Next?》，最終排名第18名。其後轉往ATTRAKT練習，和Chanelle Moon是同日入社。[20]

- Hana：從小參加首爾市兒童合唱團（서울시소년소녀합창단，Seoul Metropolitan Junior Chorus），參加各種兒歌比賽，曾出演KBS兒歌節目《누가 누가 잘하나》及。小學三年級時，出演Mnet兒歌選秀節目《WeKid》。從中學開始學習作曲作詞，可以彈奏原聲吉他、電吉他、低音吉他和鋼琴。經營著個人YouTube頻道「Singing Haram（노래하는 하람）」，截至2023年12月25日，訂閱人數約44.8萬人，累計瀏覽數約2億6487萬次。2019年5月7日，參與AcouRain(어쿠레인)的合作單曲《Picnic(소풍가는 날)》。[21]2020年6月23日，發行個人單曲《Secret Crush(짝사랑)》。[22]2021年6月22日，與歌手Woody（우디）發行合唱曲《The sketch you sketched(네가 그린 그런 그림)》。[23]2021年12月30日，在YouTube頻道發布第一首個人自作曲《멀어(Far)》。2023年10月30日，發行個人單曲《Ghost》 ，參與作詞、作曲、編曲。[24]2024年1月，加入ATTRAKT練習，在參加試鏡時，以Solo和創作型歌手為目標，在ATTRAKT社長建議下，轉而成為女團的練習生[25]。YouTube頻道和SNS帳戶改為私人帳戶。練習期約8個月。

- Athena：2018年5月11歲時，以鋼琴組的身份參加瑞典斯德哥爾摩古典青年藝術家比賽，最終獲得季軍[26]。從2021年14歲開始，在瑞典的K-POP舞蹈學院學習大約3年。2023年9月16歲時，參加瑞典斯德哥爾摩的韓國文化節時受訪。2024年2月，往韓國參加試鏡後，加入ATTRAKT練習，練習期約7個月。[27][28]

## 活動經歷

#### 團體出道 2022年
11月10日，ATTRAKT發布預告宣布推出新女團FIFTY FIFTY。成員有Keena、Saena、Sio、Aran。
11月14日，公開先行曲〈Lovin' Me〉的MV。
11月15日，公開收錄曲〈Log in〉的編舞影片。
11月18日，發行首張迷你專輯《The Fifty》以主打歌〈Higher〉正式出道。

#### 2023年
2月23日，公開〈Cupid〉官方MV。
2月24日，發行首張單曲專輯《The Beginning: Cupid》主打歌為〈Cupid〉。
3月28日，首張單曲主打〈Cupid〉首次進入Billboard Hot 100的第100位，與Wonder Girls、防彈少年團、BLACKPINK、TWICE、NewJeans等著名韓團一起進入排行榜，亦是最快進入該榜的韓團。
7月4日，〈Cupid〉官方MV播放量破1億，為FIFTY FIFTY首個破億的音樂錄影帶。
7月7日，發布〈Barbie Dreams〉數位音源。 

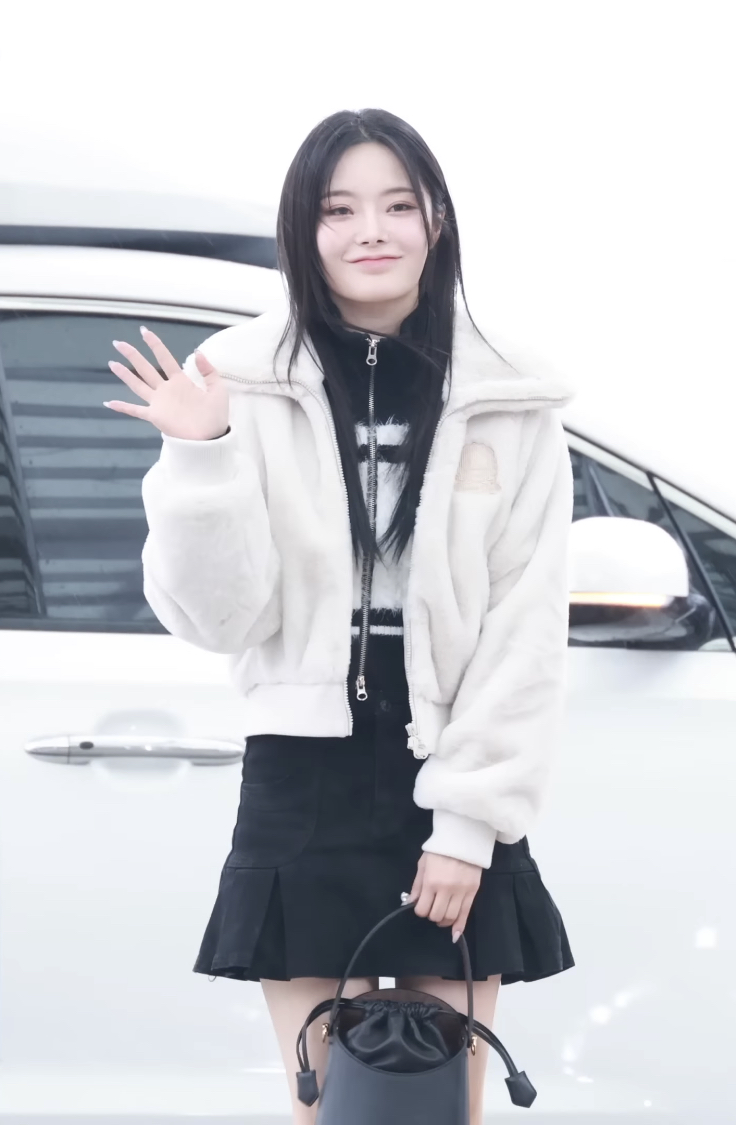
在仁川機場的Keena，當時準備前往美國出席2023年Billboard頒獎典禮

10月17日，Keena撤回訴訟，回到ATTRAKT。
10月19日，ATTRAKT宣布即日起終止剩餘三名成員（Saena、Sio、Aran）的專屬合約。
10月24日，首爾高等法院維持駁回禁令的決定。
10月29日，ATTRAKT宣布Keena將代表團體出席Billboard音樂獎，並計劃在未來重組團體。
11月2日，團體確認加入三名新成員。
11月19日，Keena出席2023 Billboard音樂獎頒獎典禮，團體入圍「Top Duo/Group」最佳搭檔／團體獎，以及新增設的「Top Global K-Pop Song 」最佳全球K-POP曲。
在新成員到來前，Keena以1人成員在FIFTY FIFTY官方YouTube繼續個人活動。
11月24日，團體成為第一個進入Billboard年終Hot 100的韓國流行女團，僅次於Cupid排名第44位。

#### 2024年
ATTRAKT宣布举行全球试镜选出新成员，并计划在2024年第二季重組回歸。
2月3日，根据新加坡《海峽時報》报导，首场全球試鏡在新加坡举行，有120名少女报名参加。
另外，ATTRAKT也在韩国和日本举行试镜。
2月17日，在泰国举行最后竞选。
3月11日，前成員Saena、Sio、Aran對ATTRAKT提起的違反信託指控敗訴，因為警方發現沒有證據表明該公司涉嫌犯罪活動，因此決定駁回對ATTRAKT涉嫌貪污指控的調查同時，ATTRAKT也宣布團體暫定於2024年6月或7月重新出道，此外ATTRAKT還提起訴訟，要求Fifty Fifty的前成員、他們的父母以及Givers的兩名高管安成一和白鎮實進行賠償，理由是他們參與了對三名前成員的不公正侵害，韓國華納音樂公司也因涉嫌試圖挖走Fifty Fifty而提起了200億韓元的訴訟。
4月15日，根據韓國YouTube頻道'올댓스타'的報導，ATTRAKT計劃在本月確定新成員，並預定6月發行新歌，新成員為韓籍及韓裔成員，年齡介於16至19歲之間。
ATTRAKT考慮到Keena的負擔，決定不設隊長，同時非常重視新成員的人格教養、鼓勵多閱讀。ATTRAKT表示正全力籌備2期活動，致力取得成功，期盼以FIFTY FIFTY獨特的風格與實力，帶來不會讓粉絲失望的全新演出。
6月14日，ATTRAKT宣布由於專輯製作品質和全球行銷需時，新歌發行延至9月。
6月21日，ATTRAKT的專利律師於向每日經濟新聞透露，已完成“FIFTY FIFTY”的商標申請，獲得商標權。
期間，Keena已提交同意書，其他三名成員已退出公司，因此不需提交同意書。ATTRAKT已在韓國、中國、英國、台灣和歐盟完成商標註冊，並正在美國和日本等地進行審查。
7月23日，ATTRAKT發布Keena與新成員們捉迷藏的剪影預告。
8月9日，發布《HELLO FIFTY FIFTY》預告，公開新成員樣貌。
8月11日，官方YouTube頻道逐日發布《We are FIFTY FIFTY》成員介紹短片，順序為Athena、Chanelle Moon、Hana、Yewon、Keena。
8月22日，ATTRAKT宣布已與韓國索尼音樂娛樂簽訂全球合約，協助全球宣傳活動。 
8月30日，發行先行曲〈Starry Night〉。
9月20日，發行第二張迷你專輯《LOVE TUNE》，主打歌為《SOS》。由於SBS尚未對該電視台節目《想知道真相》先前製作經紀權糾紛事件的偏頗報導正式道歉，故ATTRAKT代表全洪俊宣布團體不會登上SBS《人氣歌謠》進行歌曲宣傳。
10月30日，釋出單曲〈Gravity〉特別音樂錄影帶。
12月9日，發行單曲專輯《Winter Glow》。
12月17日，登上美國新聞頻道PIX11 News Live接受訪談，演唱收錄於《Winter Glow》的〈Naughty or Nice〉。

#### 2025年
1月14日，來台拍攝《WE ARE我們的除夕夜》節目，和SEVEN TO EIGHT、幻藍小熊、編舞家崔容俊與舞團TIME SAME合作表演〈Cupid〉，並演唱中文版本〈Push You Love〉。
1月24日，發行混音專輯《LOVE TUNE：Rewired》。
4月7日，發布先行曲〈Perfect Crime〉。 
4月29日，發行第三張迷你專輯《Day & Night》回歸。
8月5日，據Xportsnews採訪報導，團體將於10月發行新專輯回歸。

## 經紀權糾紛
根據FIFTY FIFTY經紀公司ATTRAKT披露的錄音，2023 年5月，The Givers代表安聖日未經同意試圖將FIFTY FIFTY出售給韓國華納音樂，從而引發爭議。同年6月，FIFTY FIFTY的四名成員要求解除與ATTRAKT的專屬合約，並提起法律訴訟，指控公司未履行合約義務。ATTRAKT隨後指控外部勢力干預，並對The Givers提起法律行動。最終，法院駁回了解約申請，確認合約有效，部分成員繼續上訴，而成員Keena則選擇回歸經紀公司。

## 音樂作品
| 迷你專輯 - 2022年11月18日：《The Fifty》 - 2024年9月20日：《LOVE TUNE》 - 2025年4月29日：《Day & Night》 混音專輯 - 2024年9月27日：《LOVE TUNE (Sped Up ver.)》 - 2025年1月24日：《LOVE TUNE: Rewired》 單曲專輯 - 2023年2月24日：《The Beginning: Cupid》 - 2024年12月9日：《Winter Glow》 | 原聲帶 - 2023年7月7日：〈Barbie Dreams〉feat. Kaliii |

## 影視作品

### 專屬節目
- 2022年《FIFTY Company》
- 2024年《FiFTime》
- 2025年《FIFTY TRIP》

## 演唱會及其他演出
演唱會
- 2024年：《FIFTY FIFTY : Love Sprinkle Tour in USA》

## 獎項

### 韓國主要音樂節目排行榜
| 主打歌曲排名成績                                                                                              | 主打歌曲排名成績                                             | 主打歌曲排名成績      | 主打歌曲排名成績 | 主打歌曲排名成績       | 主打歌曲排名成績 | 主打歌曲排名成績        | 主打歌曲排名成績   | 主打歌曲排名成績 | 主打歌曲排名成績        |
| 專輯 | 歌曲                                                         | Mnet 《M! Countdown》 | KBS 《音樂銀行》 | MBC 《Show! 音樂中心》 | SBS 《人氣歌謠》 | MBC M 《Show Champion》 | SBS M 《THE SHOW》 | 冠軍 次數        | 備註                    |
| 2022年 | 2022年                                                       | 2022年                | 2022年           | 2022年                 | 2022年           | 2022年                  | 2022年             | 2022年           | 2022年                  |
| --- | ------------------------------------------------------------ | --------------------- | ---------------- | ---------------------- | ---------------- | ----------------------- | ------------------ | ---------------- | ----------------------- |
| The Fifty | Higher                                                       | /                     | /                | /                      | /                | /                       | /                  | 0                | 出道                    |
| 2023年 |                                                              |                       |                  |                        |                  |                         |                    |                  |                         |
| The Beginning: Cupid                                                                                          | Cupid                                                        | 5                     | 4                | 6                      | 7                | 2                       | /                  | 0                | [ 99 ]                  |
| The Beginning: Cupid                                                                                          | Cupid (Twin Ver.)                                            | /                     | 11               | /                      | /                | /                       | /                  | 0                | [ 100 ]                 |
| 2024年 |                                                              |                       |                  |                        |                  |                         |                    |                  |                         |
| LOVE TUNE | Starry Night                                                 | 9                     | /                | 11                     | /                | /                       | /                  | 0                | 重組回歸 先行曲，無打歌 |
| LOVE TUNE | SOS                                                          | 7                     | 5                | 9                      | 14               | 5                       | /                  | 0                | [ 102 ]                 |
| 2025年 |                                                              |                       |                  |                        |                  |                         |                    |                  |                         |
| Day & Night                                                                                                   | Perfect Crime                                                | 18                    | /                | 23                     | /                | /                       | /                  | 0                | 先行曲                  |
| Day & Night                                                                                                   | Pookie                                                       | 8                     | 7                | 7                      | 27               | 4                       | /                  | 0                | [ 104 ]                 |
| Day & Night                                                                                                   | Midnight Special                                             | /                     | /                | /                      | /                | /                       | /                  | 0                |                         |
| \| - 「/」表示未有相關資料 - 「*」：打榜中 \| - 取得《M! Countdown》及《人氣歌謠》三週一位後，排名自動除外 \| |                                                              |                       |                  |                        |                  |                         |                    |                  |                         |
| - 「/」表示未有相關資料 - 「*」：打榜中                                                                       | - 取得《M! Countdown》及《人氣歌謠》三週一位後，排名自動除外 |                       |                  |                        |                  |                         |                    |                  |                         |

| 各台冠軍歌曲獎座統計 | 各台冠軍歌曲獎座統計 | 各台冠軍歌曲獎座統計 | 各台冠軍歌曲獎座統計 | 各台冠軍歌曲獎座統計 | 各台冠軍歌曲獎座統計 | 各台冠軍歌曲獎座統計 | 各台冠軍歌曲獎座統計 | 各台冠軍歌曲獎座統計 | 各台冠軍歌曲獎座統計 |
| Mnet                 | KBS                  | MBC                  | SBS                  | SBS M                | MBC                  |                      |                      |                      |                      |
| -------------------- | -------------------- | -------------------- | -------------------- | -------------------- | -------------------- | -------------------- | -------------------- | -------------------- | -------------------- |
| 0                    | 0                    | 0                    | 0                    | 0                    | 0                    |                      |                      |                      |                      |
| 一位總數：0          |                      |                      |                      |                      |                      |                      |                      |                      |                      |

## 外部連結
- FIFTY FIFTY的官方網站（英文）
- FIFTY FIFTY的日本官方網站（日語）
- FIFTY FIFTY的Facebook專頁
- FIFTY FIFTY的Instagram帳戶（官方）
- FIFTY FIFTY的Instagram帳戶（成員）
- FIFTY FIFTY的X（前Twitter）
- FIFTY FIFTY的TikTok
- YouTube上的FIFTY FIFTY頻道